# Yen taiwanese
Lo Yen taiwanese (圓?, en) è stata la valuta del Taiwan giapponese dal 1895 al 1946. Era alla pari e circolava insieme allo yen giapponese. Lo yen era suddiviso in 100 (錢?, sen). Fu sostituito dal vecchio dollaro di Taiwan nel 1946, che a sua volta fu sostituito dal nuovo dollaro di Taiwan nel 1949.

## Storia
Nel 1895, a seguito della prima guerra sino-giapponese, la Cina Qing cedette Taiwan al Giappone nel Trattato di Shimonoseki. Lo yen giapponese divenne quindi la valuta di Taiwan, con banconote distinte denominate in yen emesse dalla Banca di Taiwan dal 1898. Sono state emesse solo banconote e valuta di bollo.
Nel 1945, dopo che il Giappone fu sconfitto nella seconda guerra mondiale, la Repubblica di Cina assunse l'amministrazione di Taiwan, rilevò la Banca di Taiwan entro un anno e introdusse il vecchio dollaro di Taiwan, che sostituì lo yen alla pari.

## Banconote
Nel 1899, la Banca di Taiwan introdusse banconote da 1 e 5 yen, seguite da banconote da 50 yen nel 1900 e da 10 yen nel 1901. Le banconote da 100 yen furono introdotte nel 1937 e 1000 yen nel 1945. Le ultime banconote emesse sono datate 1945.

## Francobollo valuta
Nel 1917 fu emessa la valuta del bollo in tagli da 5, 10, 20 e 50 sen. La valuta del bollo da 1, 3 e 5 sen è stata emessa nel 1918. Queste emissioni consistevano in francobolli della denominazione appropriata fissati su moduli chiamati tokubetsu yubin kitte daishi ("carte speciali per francobolli").